# Бух Гол
Бух Гол или Бухин Гол (на китайски: 布哈河; на пинин: Bùhā Hé) е река в Западен Китай, в провинция Цинхай, вливаща се в езерото Цинхай. С дължина 386 km и площ на водосборния басейн 14 337 km² река Бух Гол води началото си на 4377 m н.в. от южния склон на хребета Сулънаншан (Зюс, съставна част на планинската система Наншан). В горното си течение протича в дълбока и тясна долина, а в долното – в югоизточна посока, в широка долина през Цинхайската равнина, в която коритото ѝ се дели на ръкави и протоци. Влива се от запад в езерото Цинхай (Кукунор) на 3195 m н.в. Основен приток е Бухин Гол (ляв). В средното и долното течение долината ѝ е заета от високопланински пасища. Най-голямото селище по течението ѝ е град Тяндзюн.